# کاستیلیونه اولونا
کاستیلیونه اولونا (به ایتالیایی: Castiglione Olona) یک کومونه در ایتالیا است که در استان وارزه واقع شده‌است.

## خصوصیات
کاستیلیونه اولونا ۷ کیلومترمربع مساحت و ۷٬۷۵۳ نفر جمعیت دارد و ۳۰۷ متر بالاتر از سطح دریا واقع شده‌است.